# Center am Potsdamer Platz
 (mai 2021).
Si vous disposez d'ouvrages ou d'articles de référence ou si vous connaissez des sites web de qualité traitant du thème abordé ici, merci de compléter l'article en donnant les références utiles à sa vérifiabilité et en les liant à la section « Notes et références ».
Le Center am Potsdamer Platz, nommé Sony-Center jusqu'en mars 2023,, situé sur la Potsdamer Platz est un complexe de huit bâtiments situé Potsdamer Platz, à Berlin en Allemagne. Faisant partie des nouveaux quartiers de construction les plus impressionnants de la ville, il est l'œuvre de l'architecte germano-américain Helmut Jahn et sa construction a duré de 1996 à 2000. Le bâtiment est éclairé par l'artiste plasticien Yann Kersalé. Il abrite diverses activités et établissements : bureaux, restaurants, lieux culturels, musée du film et de la télévision, cinéma.

## Description
La construction du Sony Center a représenté un investissement de 750 millions d'euros.
Le Sony Center présente une architecture transparente en acier et en verre se composant de huit éléments. Les bâtiments se regroupent autour d'un grand forum ovale (Sony Plaza) avec des cafés, des restaurants, des boutiques et des cinémas. L'ensemble est couvert par un seul toit vitré en bâtière. Il s'agit d'une construction inclinée en fil et barres d'acier qui semble flotter sur la place. Le toit est une réalisation d'ingénierie de première qualité et s'intègre étonnamment bien dans le paysage des toits du Kulturforum voisin avec les édifices de la Bibliothèque Nationale (Staatsbibliothek) et de la Philharmonie.
Le Sony Center a une surface habitable de 132 500 m2 avec une surface au sol de 26 500 m2. La charpente d'acier et de verre se compose de 700 tonnes d'acier, d'une surface en verre de 3 500 m2 et de 100 tonnes de cardage et de toile.
La partie donnant sur Potsdamer Platz présente un gratte-ciel vitré en forme de demi-cercle ; avec une hauteur de 103 mètres et 26 étages de bureaux, il s'agit de la plus haute construction de la Potsdamer Platz.
L'ensemble intègre des vestiges de l'ancien Grand Hôtel Esplanade.
Il comprend le siège allemand de la société japonaise Sony.

## Galerie

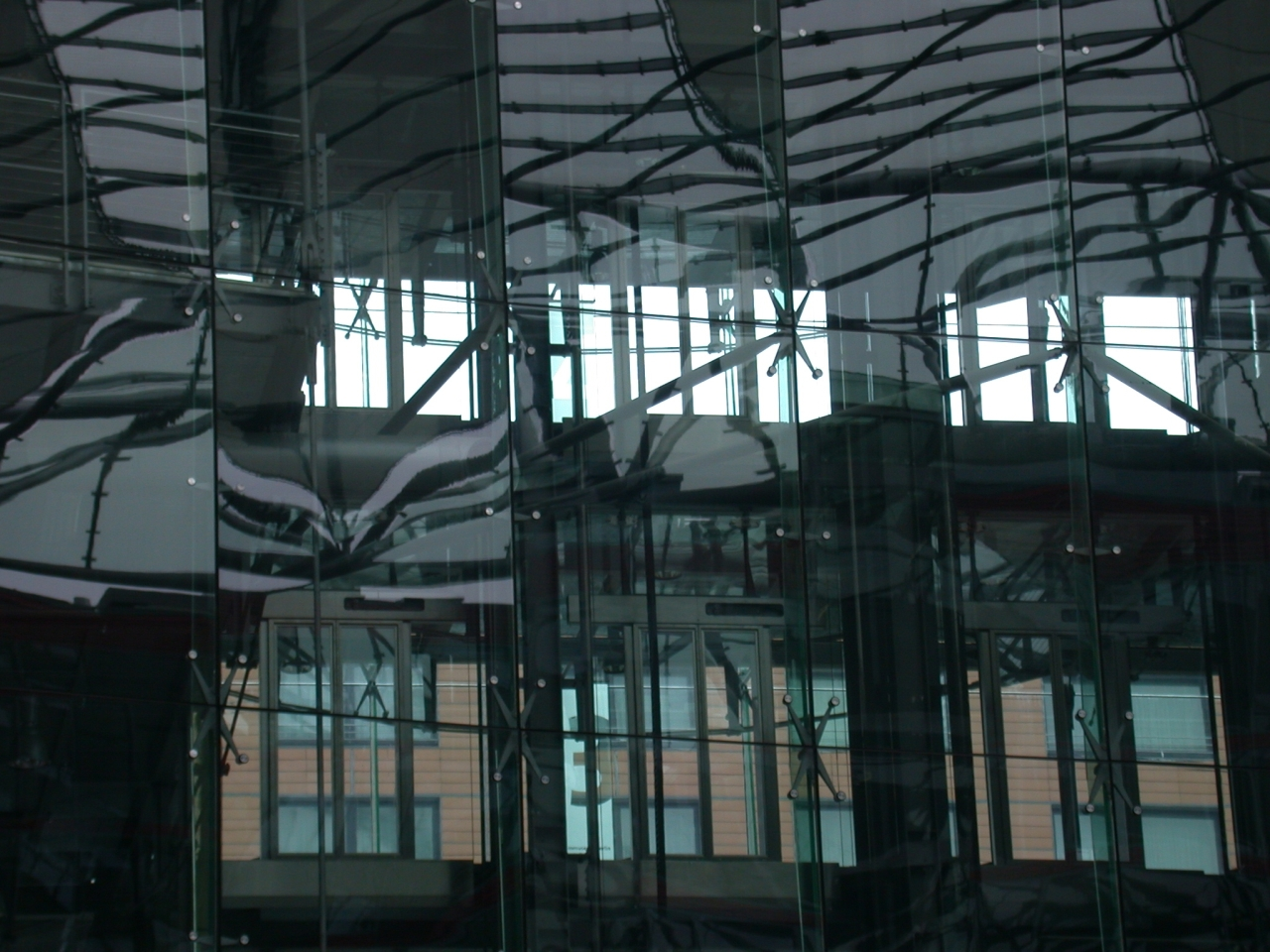
Intérieur 1, 2001.
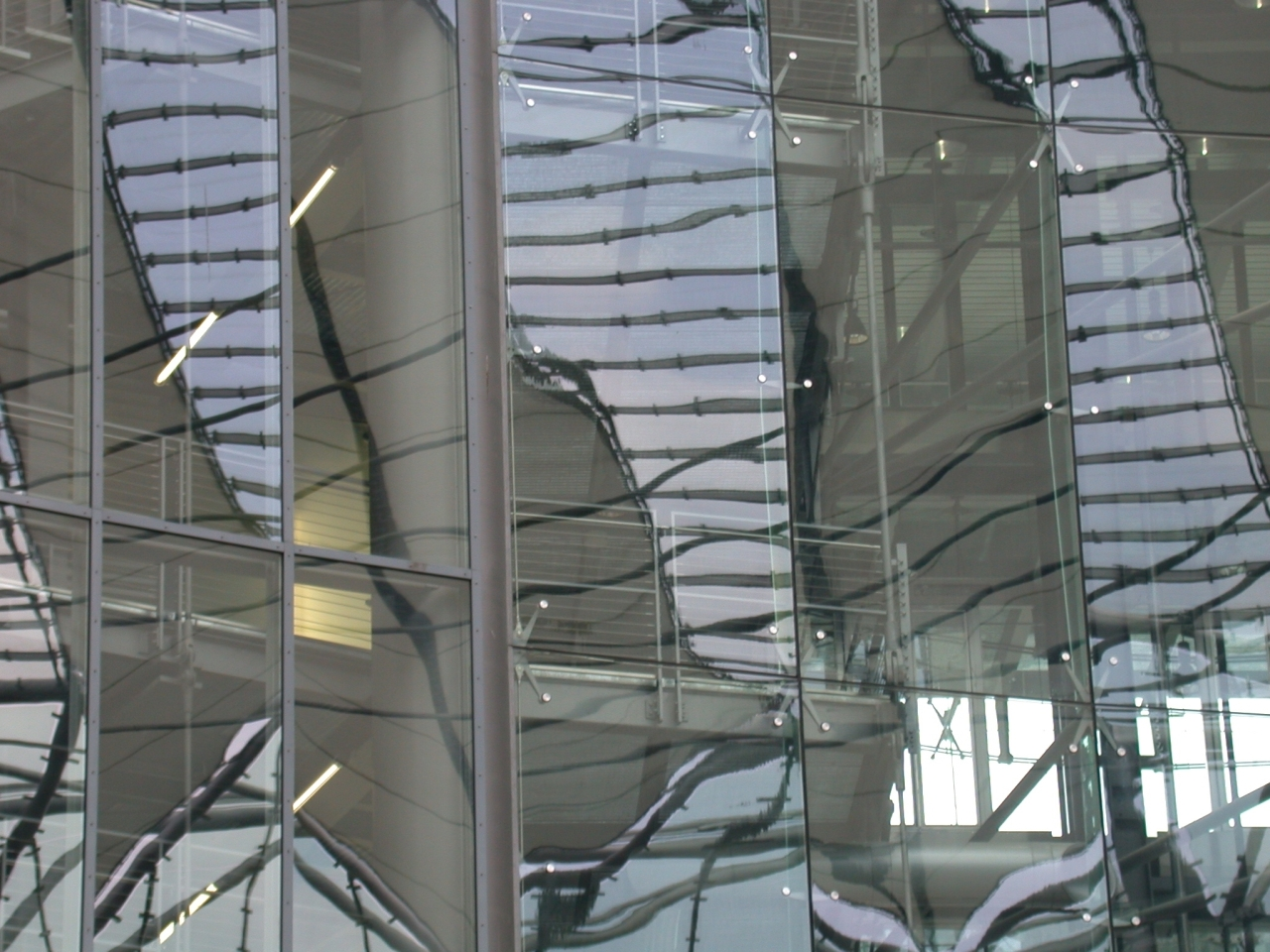
Intérieur 2, 2001.
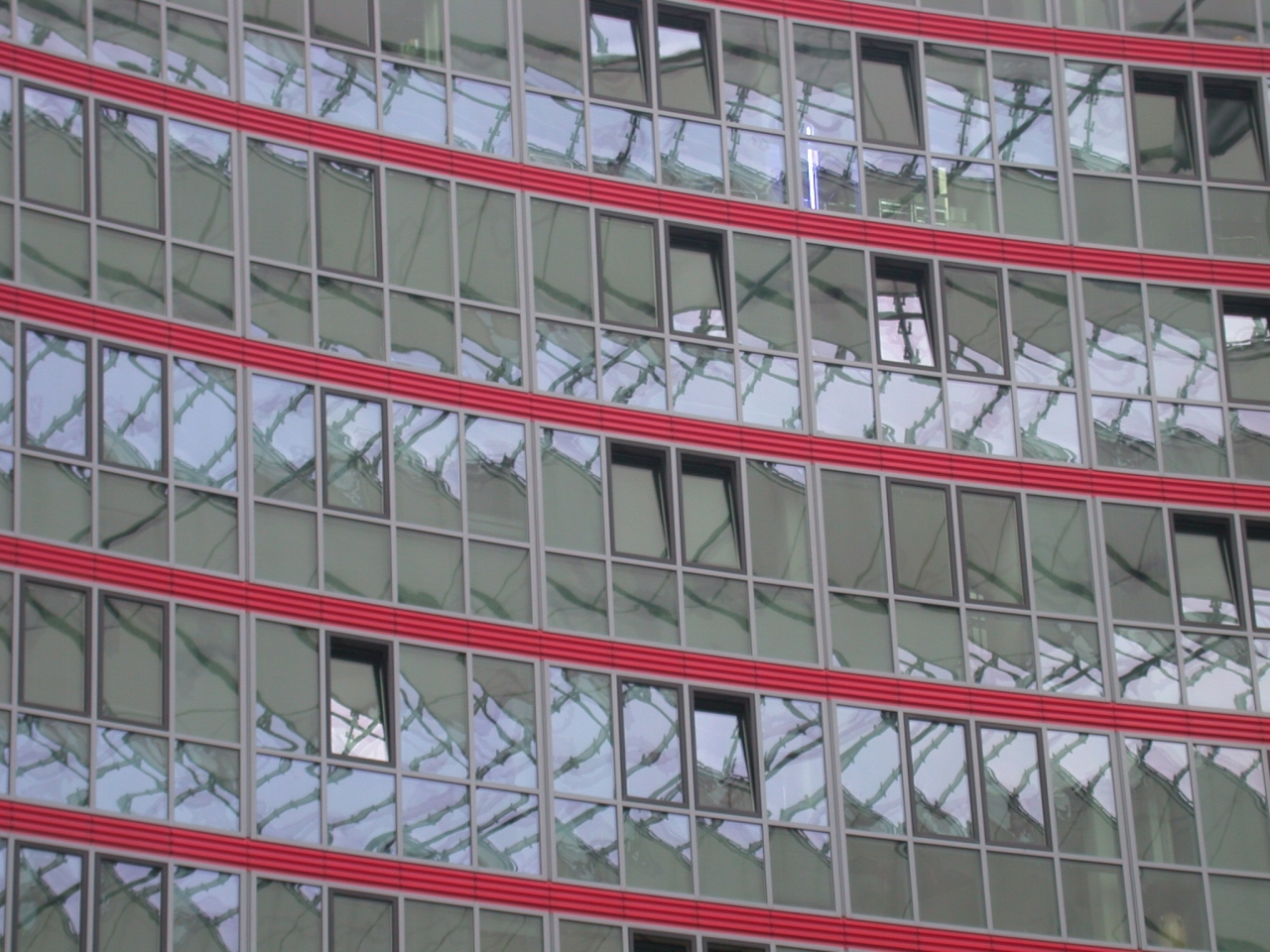
Intérieur 3, 2001.